# Serena Rossini
Serena Rossini (Ancona, 18 aprile 1999) è una schermitrice italiana, specializzata nel fioretto.
Atleta di interesse nazionale, ha vinto la medaglia d'oro alle Universiadi del 2023 nel fioretto femminile e una d'argento nel fioretto a squadre.
È salita più volte sul podio ai campionati italiani di fioretto a squadre.

## Palmarès

### Risultati élite
In carriera ha ottenuto i seguenti risultati:
Universiadi
Individuale
- Oro nel fioretto a Chengdu 2023

A squadre
- Argento nel fioretto a Chengdu 2023

Campionati italiani
Individuale
A squadre
- Argento nel fioretto a La Spezia 2023
- Bronzo nel fioretto a Gorizia 2017
- Bronzo nel fioretto a Cassino 2021
- Bronzo nel fioretto ad Courmayeur 2022

### Risultati giovani
Mondiali giovani
Individuale
- Argento nel fioretto a Plovdiv 2017

A squadre
- Bronzo nel fioretto a Bourges 2016

Mondiali cadetti
Individuale
- Argento nel fioretto a Tashkent 2015

Europei Under-23
Individuale
A squadre
- Bronzo nel fioretto a Minsk 2017

Europei giovani
Individuale
- Oro nel fioretto a Foggia 2019[5].
- Bronzo nel fioretto a Novi Sad 2016

A squadre
- Oro nel fioretto a Foggia 2019
- Argento nel fioretto a Soči 2018
- Bronzo nel fioretto a Novi Sad 2016
- Bronzo nel fioretto a Plovdiv 2017

Europei cadetti
Individuale
- Oro nel fioretto a Novi Sad 2016

A squadre
- Bronzo nel fioretto a Novi Sad 2016

Campionati del mediterraneo cadetti
Individuale
- Argento nel fioretto a Chiavari 2014

A squadre